# Zeta Volantis
Zeta Volantis (ζ Volantis, förkortat Zeta  Vol, ζ Vol) som är stjärnans Bayerbeteckning, är en vid dubbelstjärna  belägen i den södra delen av stjärnbilden Flygfisken. Den har en skenbar magnitud på 3,93 och är synlig för blotta ögat där ljusföroreningar ej förekommer. Baserat på parallaxmätning inom Hipparcosuppdraget på ca 23,1 mas, beräknas den befinna sig på ett avstånd på ca 141 ljusår (ca 43 parsek) från solen.

## Egenskaper
Primärstjärnan Zeta Volantis A är en orange till röd jättestjärna av spektralklass K0 III. Den har en massa som är ca 1,74 gånger större än solens massa, en radie som är ca 11 gånger större än solens och utsänder från dess fotosfär ca 53 gånger mera energi än solen vid en effektiv temperatur på ca 4 720 K.
Följeslagaren är en stjärna av magnitud 9,7 separerad från primärstjärnan med 16,7 bågsekunder. Baserat på dess rörelse genom rymden, gjorde stjärnparet sin perihelionpassage för 858 000 år sedan då det befann sig på 22 ljusårs avstånd från solen. Det förflyttar sig för närvarande med en radiell hastighet av 48 km/s.